# Taisuke Miyazaki
Taisuke Miyazaki (宮崎 泰右 Miyazaki Taisuke?, nacido el 5 de mayo de 1992 en Saitama) es un futbolista japonés que se desempeña como centrocampista.

## Trayectoria

### Clubes
| Club                  | País  | Año         |
| --------------------- | ----- | ----------- |
| Omiya Ardija          | Japón | 2010 - 2013 |
| Shonan Bellmare       | Japón | 2012        |
| Thespakusatsu Gunma   | Japón | 2014        |
| FC Machida Zelvia     | Japón | 2015 - 2016 |
| Tochigi SC (préstamo) | Japón | 2016        |
| Tochigi SC            | Japón | 2017 - 2019 |
| Vanraure Hachinohe    | Japón | 2019        |
| Shibuya City FC       | Japón | 2020 - Act. |

## Estadística de carrera

### J. League
| Club                | Año   | J. League | J. League | Copa J. League | Copa J. League | Total | Total |
| Club                | Año   | Part.     | Goles     | Part.          | Goles          | Part. | Goles |
| ------------------- | ----- | --------- | --------- | -------------- | -------------- | ----- | ----- |
| Omiya Ardija        | 2010  | 1         | 0         | 0              | 0              | 1     | 0     |
| Omiya Ardija        | 2011  | 0         | 0         | 0              | 0              | 0     | 0     |
| Shonan Bellmare     | 2012  | 16        | 1         | -              | -              | 16    | 1     |
| Omiya Ardija        | 2013  | 0         | 0         | 4              | 0              | 4     | 0     |
| Thespakusatsu Gunma | 2014  | 36        | 2         | -              | -              | 36    | 2     |
| FC Machida Zelvia   | 2015  | 20        | 4         | -              | -              | 20    | 4     |
| FC Machida Zelvia   | 2016  | 3         | 0         | -              | -              | 3     | 0     |
| Tochigi SC          | 2016  | 16        | 2         | -              | -              | 16    | 2     |
| Tochigi SC          | 2017  | 20        | 0         | -              | -              | 20    | 0     |
| Total               | Total | 112       | 9         | 4              | 0              | 116   | 9     |